# Er Conde Jones
Er Conde Jones: El Secreto de la bola criolla (En inglés: Count Jones) es una película venezolana de comedia estrenada en el año 2011 producida, escrita, dirigida y protagonizada por Benjamín Rausseo, famoso comediante más conocido como "Er Conde del Guácharo".
Esta película se caracteriza por ser una parodia de la saga cinematográfica creada por Steven Spielberg, "Indiana Jones" por The Walt Disney Company. Los escenarios de la película fuero grabados entre Venezuela, Egipto, Francia, Líbano, Jordania, Siria y Estados Unidos.
Se estrenó el 26 de agosto de 2011 en Venezuela, la película se convirtió una de las películas nacionales más exitosas en la historia venezolana, con, a partir del final de 2011, a más de 696,000 espectadores.
También se convirtió en la película no extranjera más taquillera del año. La película fue lanzada en DVD y Blu-ray en 1 de diciembre de 2011. La película que la sucede es Er Conde Bond.

## Sinopsis
Cada 500 años La Bola Criolla de Cristal libera su poder destructor y las fuerzas del mal están a punto de encontrarla. Por esta razón el gobierno de los Estados Unidos, decide contratar a la única persona capaz de evitar que el Maquiavélico General Chile Macario se apodere de ella para lograr sus fines maléficos.
El hijo de Albertina, el reconocido arqueólogo, caraotólogo y primo hermano lejano de Indiana Jones, Er Conde Jones Recorrerá el mundo en una aventura fascinante en busca de La Bola Criolla de Cristal. Una hilarante y dura batalla entre el bien y el mal. La última esperanza de la humanidad, si fracasa será el final.

## Reparto
Actores principales:
- Benjamín Rausseo como Er Conde Jones.
- Juliet Lima como Melissa Jones.
- Chile Veloz como Er General.
- Rodolfo Dragon como Steban.

Actores de apoyo:
- Honorio Torrealba Jr. como Goyito.
- Iván Romero como Bovy.
- Andreína Yépez como el capitán (El Capitán).
- Romelia Agüero como entrenador de Melissa.
- Carlos Sánchez como Hassan.
- Héctor Vargas como el brujo.
- Roy Díaz como Henri.
- Juan Carlos Barry como el guía espiritual.

Aspectos de la huésped:
- Erika de la Vega como agente Karen.
- Luis Chataing como el sacerdote.
- Samir Bazzi como Samir.
- Joselyn Rodríguez como la princesa India.
- Víctor Muñoz como agente Víctor Muñoz.
- Luis "Moncho" Martínez como el piloto.
- Mario Bresanutti como agente 'Cocofrío'.
- Paolo Carruzo como agente Paolo Carruzo.

## Recepción
En Venezuela, la película se convirtió en un éxito de taquilla grande. La película debutó en el #3, recaudando $465.326 para el fin de semana del 26 al 28 de agosto de 2011 solo detrás de Cars 2, que recaudó $680.206 y los Pitufos, que recaudó $481.970.
En su segundo fin de semana (2 – 4 de septiembre de 2011), la película experimentó un incremento de 30,6%, recaudación $607.887 y en las cartas en #2, solo detrás del debutante Green Lantern, que recaudó $625.563. Er Conde Jones fue el líder del fin de semana en asistencia, venta de entradas 30% más de linterna verde.
En su tercer fin de semana, la película sumerge 37.9% y recaudó $377.726, mantenerse en el #2, detrás de Green Lantern, que también sumergido 31.9% a $425.892 y por delante de los amigos de su debut con beneficios, que recaudó $270.430; El 11 de septiembre de 2011, la película recaudó un total de $2.439.046 en Venezuela, y con 462,283 espectadores en 17 días de su gestión, se convirtió en una de las taquilleras producciones de la película venezolana todo el tiempo.

### Comentarios
Er Conde Jones recibió una recepción mixta entre la prensa y los espectadores. El Universal dio una revisión positiva de la película, afirmando que "'Conde Jones fue una parodia absurda de Venezuela (...) ver a Rausseo caminar en esmoquin y alpargatas a través de las calles de Nueva York es la representación perfecta de la película. Criollo puro en el medio el llamado Imperio".